# Movimiento Laborista Popular
El Movimiento Laborista Popular (en inglés: People's Labour Movement), abreviado como PLM, fue un partido político granadino de ideología socialista que existió entre 1999 y 2008. Fue liderado durante toda su existencia por el exfiscal General Francis Alexis. Fundado como Partido Laborista Democrático,  se fusionó con el Movimiento Patriótico Maurice Bishop en 2002 para fundar el PLM. Fue el último partido político granadino en reivindicar el legado de Maurice Bishop y estar integrado por antiguos funcionarios del Gobierno Popular Revolucionario (aunque Alexis había sido opositor al mismo). En las elecciones generales de 2003 el PLM obtuvo el 1,96% de los votos y ninguno de sus candidatos resultó electo. De cara a las elecciones de 2008, el PLM logró acordar una coalición con el Partido Laborista Unido de Granada, antiguo enemigo histórico del partido, que recibió el nombre de Plataforma Laborista Unida. La coalición obtuvo solo el 0,84% de los votos y cayó en la irrelevancia política. El PLM se disolvió después de las elecciones.